# Trocadéro bleu citron
Pour plus de détails, voir Fiche technique et Distribution.
Trocadéro bleu citron est un film français réalisé par Michaël Schock et sorti en 1978.

## Synopsis
Philippe, 10 ans, vit sa vie insouciante et plutôt joyeuse avec sa mère, très complice. Il pratique le skateboard avec une bande de copains sur les pentes du Trocadéro. Un jour, il rencontre Caroline dont il tombe amoureux. Avec l'aide de sa mère, il va essayer de se faire accepter par les parents de sa dulcinée.

## Fiche technique
- Réalisation et scénario : Michaël Schock
- Image : Bernard Laug
- Mixage : Claude Villand
- Musique : Alec R. Costandinos, Arthur Simms, Pascal Sevran, Jeff Barnel
- Producteurs : Danièle Delorme, Mag Bodard, Yves Robert
- Producteur délégué : Gilbert de Goldschmidt
- Couleur : Eastmancolor
- Durée : 88 minutes
- Date de sortie : France, 30 août 1978

## Distribution
- Lionel Melet : Philippe
- Anny Duperey : Annie, la mère de Philippe
- Bérangère de Lagatinerie : Caroline Lépervier
- Henri Garcin : Georges Lépervier, le père de Caroline
- Martine Sarcey : Hélène Lépervier, la mère de Caroline
- Franck Roy : Frankie (crédité comme Franck Fitoussi)
- Stéphane Leborgne : Stéphane
- Patrice Melennec : le marchand de glaces
- Blanche Ravalec
- Cem Aykac : Morgan
- Elfie Astier
- Philippe Barry de Longchamp
- Gabriel Coez
- Carine Prandi
- Jacques-Olivier Holzer

## Autour du film
- La chanson du film Trocadéro bleu citron, chantée par Shake et produite par Orlando, est éditée en disque 45 tours chez Carrère.
- Le film Trocadéro bleu citron est disponible en version DVD depuis mars 2015, dans la collection Gaumont à la demande, éditée par Gaumont.
- Bérangère Marrier de Lagatinerie, prématurément disparue en 1991 dans un accident, est la fille aînée de l'acteur Marc Porel et la petite-fille de l'acteur Gérard Landry et de l'actrice Jacqueline Porel.
- L'année de sa sortie, le film est adapté en bande dessinée par Camillo, Élisabeth Brio et Jean-Clément Bismuth pour Pistil[1]